# Rissoina longispira
Rissoina longispira is een slakkensoort uit de familie van de Rissoidae. De wetenschappelijke naam van de soort is voor het eerst geldig gepubliceerd in 1991 door Sleurs.